# Josef Bergmüller
Josef Bergmüller (ur. 1912) – zbrodniarz hitlerowski, członek załogi obozu koncentracyjnego Flossenbürg i SS-Oberscharführer.
Z zawodu rolnik i rzeźnik. Członek NSDAP (od stycznia 1936) i Waffen-SS. Pełnił służbę w obozie Flossenbürg jako szef kuchni personelu SS od września 1940 do grudnia 1943 roku. W styczniu 1944 Bergmüller został kierownikiem kuchni więźniarskiej i pozostał na tym stanowisku do kwietnia 1945 roku. Jako taki miał opinię brutalnego i bezwzględnego, katował więźniów zarówno różnego rodzaju bronią (np. pałką), jak i gołymi rękami.
Josef Bergmüller zasiadł na ławie oskarżonych w piątym procesie załogi Flossenbürga przed amerykańskim Trybunałem Wojskowym w Dachau. Za swoje zbrodnie skazany został na dożywotnie pozbawienie wolności.